# Europarlamentari pentru Belgia 2004-2009
Această listă este o listă a membrilor Parlamentul European pentru Belgia în sesiunea 2004-2009, aranjați după nume.

## B
- Ivo Belet (Partidul Popular European)
- Frederika Brepoels (Partidul Popular European)
- Philippe Busquin (Partidul Socialiștilor Europeni)

## C
- Philip Claeys (Neafiliați)

## D
- Jean-Luc Dehaene (Partidul Popular European)
- Véronique de Keyser (Partidul Socialiștilor Europeni)
- Gérard Deprez (Alianța Liberalilor și Democraților pentru Europa)
- Mia De Vits (Partidul Socialiștilor Europeni)
- Koenraad Dillen (Neafiliați)
- Antoine Duquesne (Alianța Liberalilor și Democraților pentru Europa)

## E
- Saïd el Khadraoui (Partidul Socialiștilor Europeni)

## G
- Mathieu Grosch (Partidul Popular European)

## H
- Alain Hutchinson (Partidul Socialiștilor Europeni)

## J
- Pierre Jonckheer, Ecolo (Grupul Verzilor - Alianța Liberă Europeană)

## L
- Raymond Langendries (Partidul Popular European)

## N
- Annemie Neyts-Uyttebroeck (Alianța Liberalilor și Democraților pentru Europa)

## R
- Frédérique Ries (Alianța Liberalilor și Democraților pentru Europa)

## S
- Bart Staes, Groen! (Grupul Verzilor - Alianța Liberă Europeană)
- Dirk Sterckx (Alianța Liberalilor și Democraților pentru Europa)

## T
- Marc Tarabella (Partidul Socialiștilor Europeni)
- Marianne Thyssen (Partidul Popular European)

## V
- Frank Vanhecke (Neafiliați)
- Johan Van Hecke (Alianța Liberalilor și Democraților pentru Europa)
- Anne Van Lancker (Partidul Socialiștilor Europeni)